# Мсила (вилайет)
Мси́ла (араб. ولاية المسيلة‎) — вилайет в северной части Алжира.
Административный центр вилайета — город Мсила с населением более 100 000 жителей. Здесь также расположен университет Мсилы. Другой крупный город вилайета — Бу-Саада.
На территории вилайета находится древний город Кала-Бени-Хаммад — объект Всемирного наследия ЮНЕСКО.

## Географическое положение
Вилайет Мсила расположен на переходе между густонаселённым севером и малонаселённым югом Алжира.
Мсила граничит с вилайетами Джельфа на севере и востоке, Гардая на юге, Эль-Баяд на западе и Тиарет на северо-западе.
В вилайете находится часть солёного озера Шотт-эль-Ходна, тем не менее, климат провинции засушливый.

## Административное деление
Вилайет разделен на 15 округов и 47 коммун:

Округа вилайета Мсила.

| № на карте | Округ                                | Число коммун | Население, чел. (2008) |
| ---------- | ------------------------------------ | ------------ | ---------------------- |
| 1          | Мсила (M’Sila)                       | 1            | 156 647                |
| 2          | Хаммам-Далаа (Hammam Dalaa)          | 4            | 69 932                 |
| 3          | Улед-Деррадж (Ouled Derradj)         | 5            | 91 531                 |
| 4          | Сиди-Аисса (Sidi Aissa)              | 3            | 89 881                 |
| 5          | Айн-эль-Мелх (Aïn El Melh)           | 5            | 73 421                 |
| 6          | Бен-Срур (Ben Srour)                 | 4            | 49 527                 |
| 7          | Бу-Саада (Bou Saada)                 | 3            | 138 880                |
| 8          | Улед-Сиди-Брахим (Ouled sidi Brahim) | 2            | 16 352                 |
| 9          | Сиди-Амёр (Sidi Ameur)               | 2            | 29 054                 |
| 10         | Магра (Magra)                        | 5            | 126 017                |
| 11         | Шеллал (Chellal)                     | 4            | 32 807                 |
| 12         | Хубана (Khoubana)                    | 3            | 27 959                 |
| 13         | Меджедель (Medjedel)                 | 2            | 29 556                 |
| 14         | Айн-эль-Хаджель (Aïn El Hadjel)      | 2            | 39 732                 |
| 15         | Джебель-Мессаад (Djebel Messaad)     | 2            | 19 296                 |

## Экономика
Население занимается животноводством.